# Wilburton Number One
Wilburton Number One és una concentració de població designada pel cens dels Estats Units a l'estat de Pennsilvània. Segons el cens del 2000 tenia 248 habitants.

## Demografia
Segons el cens del 2000, Wilburton Number One tenia 248 habitants, 103 habitatges, i 77 famílies. La densitat de població era de 957,5 habitants per km².
Dels 103 habitatges en un 25,2% hi vivien nens de menys de 18 anys, en un 63,1% hi vivien parelles casades, en un 7,8% dones solteres, i en un 25,2% no eren unitats familiars. En el 22,3% dels habitatges hi vivien persones soles el 12,6% de les quals corresponia a persones de 65 anys o més que vivien soles. El nombre mitjà de persones vivint en cada habitatge era de 2,41 i el nombre mitjà de persones que vivien en cada família era de 2,81.
Per edats la població es repartia de la següent manera: un 21% tenia menys de 18 anys, un 5,2% entre 18 i 24, un 27% entre 25 i 44, un 27% de 45 a 60 i un 19,8% 65 anys o més.
L'edat mediana era de 43 anys. Per cada 100 dones de 18 o més anys hi havia 94,1 homes.
La renda mediana per habitatge era de 36.250 $ i la renda mediana per família de 39.375 $. Els homes tenien una renda mediana de 30.625 $ mentre que les dones 15.938 $. La renda per capita de la població era de 15.348 $. Entorn del 2,6% de les famílies i el 4,9% de la població estaven per davall del llindar de pobresa.

## Poblacions més properes
El següent diagrama mostra les poblacions més properes.